# Martin Saint-Amour
Martin Saint-Amour (aussi orthographié Martin St-Amour ou Martin St. Amour), né le 30 janvier 1970 à Montréal, dans la province de Québec au Canada, est un joueur et entraîneur canadien de hockey sur glace.

## Biographie

### Ses débuts juniors (1970-1990)
Martin Saint-Amour naît le 30 janvier 1970 à Montréal, dans la province de Québec au Canada. Il fait ses débuts avec les Régents de Laval dans la ligue midget AAA durant la saison 1986-1987, qu'il termine avec cinquante-cinq buts et quatre-vingt-quinze aides pour cent cinquante points. Il est ensuite repêché au premier rang au premier tour du repêchage de 1987 de la Ligue de hockey junior majeur du Québec par les Canadiens junior de Verdun, devant, notamment, Martin Gélinas.
Il commence, durant la saison 1987-1988, sa carrière junior avec l'équipe qui l'a repêché. Il inscrit soixante-dix points (vingt buts et cinquante passes) durant sa première saison. Il est, au terme de cette saison, repêché au deuxième tour (trente-quatrième rang au total) par les Canadiens de Montréal lors du repêchage d'entrée dans la LNH 1988. Il retourne toutefois dans les ligues juniors durant la saison 1988-1989. Il est même échangé par les Canadiens junior de Verdun aux Draveurs de Trois-Rivières après vingt-huit matchs. Au cours de la saison suivante, après une saison avec les Draveurs, il joue son tout premier match professionnel, avec les Canadiens de Sherbrooke, lors d'un match des séries éliminatoires de la Ligue américaine.

### Carrière professionnelle dans les ligues mineures
Martin Saint-Amour joue sa première vraie saison professionnelle avec les Canadiens de Fredericton en Ligue américaine lors de la saison 1990-1991, comptabilisant treize buts et seize assists en quarante-cinq rencontres. Il s'en va ensuite une saison chez les Cyclones de Cincinnati en ECHL, où il marque quatre-vingt-huit points (quarante-quatre buts et autant de passes) en soixante parties. Il signe le 16 juillet 1992 à titre d'Agent libre avec l'organisation des Sénateurs d'Ottawa et est envoyé en Ligue américaine, aux les Senators de New Haven. Le 4 avril 1993, il participe à son unique match dans la Ligue nationale de hockey, avec les Sénateurs d'Ottawa face aux Canucks de Vancouver, sans parvenir à inscrire son nom à la feuille de marques. Durant la saison suivante, il joue trente-sept matchs dans la Ligue américaine avec les Senators de l'Île-du-Prince-Édouard, avant d'être échangé aux Bruins de Providence.
Durant la saison 1994-1995, il traverse une première fois l'Atlantique pour s'en aller jouer avec les Whitley Warriors dans la British Hockey League. Il joue également avec le Moncton Labatt Ice dans la Nova Scotia Senior Hockey League. Au début de la saison 1995-1996, Saint-Amour s'engage en Ligue internationale, d'abord avec les Spiders de San Francisco, puis les Ice Dogs de Los Angeles, avant de terminer la saison chez les Gulls de San Diego, dans la toute nouvelle West Coast Hockey League. Saint-Amour remporte le titre de champion et est nommé dans la première équipe d'étoile de cette ligue au terme de la saison.
Durant la saison suivante, il joue sept rencontres avec les Gothiques d'Amiens dans le championnat de France, avant de retourner aux Gulls de San Diego. Il gagne une deuxième Coupe Taylor, et est à nouveau cité dans la première équipe d'étoile de la WCHL. Il aussi nommé joueur le plus utile de la ligue. Il joue encore quatre saisons dans la WCHL avec les Gulls de San Diego, remportant deux autres Coupe Taylor. Durant sa dernière saison, il est également entraîneur assistant de l'équipe. Il annonce officiellement la fin de sa carrière le 5 janvier 2001 et conserve son poste d'entraîneur assistant. Il joue encore quelques matchs avec les Gulls durant les saisons 2001-2002 et 2002-2003. Au début de la saison 2004-2005, alors que les Gulls commence leur deuxième saison dans l'ECHL, il est nommé entraîneur en chef de l'équipe. Il garde son poste jusqu'au terme de la saison 2005-2006. Au cours de la saison 2008-2009, il joue une rencontre avec les Sundogs de l'Arizona dans la Ligue centrale de hockey.

## Statistiques

### Joueur
| Saison       | Équipe                              | Ligue        |     | Saison régulière | Saison régulière | Saison régulière | Saison régulière | Saison régulière |    | Séries éliminatoires | Séries éliminatoires | Séries éliminatoires | Séries éliminatoires | Séries éliminatoires |
| Saison       | Équipe                              | Ligue        | PJ  | B                | A                | Pts              | Pun              | PJ               | B  | A                    | Pts                  | Pun                  |                      |                      |
| 1986-1987    | Régents de Laval                    | Midget AAA   | 42  | 55               | 95               | 150              | 58               | 8                | 8  | 15                   | 23                   | 16                   |                      |                      |
| 1987-1988    | Canadiens junior de Verdun          | LHJMQ        | 61  | 20               | 50               | 70               | 111              | -                | -  | -                    | -                    | -                    |                      |                      |
| 1988-1989    | Canadiens junior de Verdun          | LHJMQ        | 28  | 19               | 17               | 36               | 87               | -                | -  | -                    | -                    | -                    |                      |                      |
| 1988-1989    | Draveurs de Trois-Rivières          | LHJMQ        | 26  | 8                | 21               | 29               | 69               | 4                | 1  | 2                    | 3                    | 0                    |                      |                      |
| 1989-1990    | Draveurs de Trois-Rivières          | LHJMQ        | 60  | 57               | 79               | 136              | 162              | 7                | 7  | 9                    | 16                   | 19                   |                      |                      |
| 1989-1990    | Canadiens de Sherbrooke             | LAH          | -   | -                | -                | -                | -                | 1                | 0  | 0                    | 0                    | 0                    |                      |                      |
| 1990-1991    | Canadiens de Fredericton            | LAH          | 45  | 13               | 16               | 29               | 51               | 1                | 0  | 0                    | 0                    | 0                    |                      |                      |
| 1991-1992    | Cyclones de Cincinnati              | ECHL         | 60  | 44               | 44               | 88               | 183              | 9                | 4  | 9                    | 13                   | 18                   |                      |                      |
| 1992-1993    | Senators de New Haven               | LAH          | 71  | 21               | 39               | 60               | 78               | -                | -  | -                    | -                    | -                    |                      |                      |
| 1992-1993    | Sénateurs d'Ottawa                  | LNH          | 1   | 0                | 0                | 0                | 2                | -                | -  | -                    | -                    | -                    |                      |                      |
| 1993-1994    | Senators de l'Île-du-Prince-Édouard | LAH          | 37  | 13               | 12               | 25               | 65               | -                | -  | -                    | -                    | -                    |                      |                      |
| 1993-1994    | Bruins de Providence                | LAH          | 12  | 0                | 3                | 3                | 22               | -                | -  | -                    | -                    | -                    |                      |                      |
| 1994-1995    | Whitley Warriors                    | BHL          | 2   | 1                | 1                | 2                | 16               | -                | -  | -                    | -                    | -                    |                      |                      |
| 1994-1995    | Whitley Warriors                    | BH-Cup       | 8   | 14               | 12               | 26               | 61               | -                | -  | -                    | -                    | -                    |                      |                      |
| 1994-1995    | Moncton Labatt Ice                  | NSSHL        |     |                  |                  |                  |                  |                  |    |                      |                      |                      |                      |                      |
| 1995-1996    | Spiders de San Francisco            | LIH          | 4   | 0                | 2                | 2                | 6                | -                | -  | -                    | -                    | -                    |                      |                      |
| 1995-1996    | Ice Dogs de Los Angeles             | LIH          | 1   | 0                | 0                | 0                | 0                | -                | -  | -                    | -                    | -                    |                      |                      |
| 1995-1996    | Gulls de San Diego                  | WCHL         | 53  | 61               | 48               | 109              | 182              | 9                | 6  | 7                    | 13                   | 10                   |                      |                      |
| 1996-1997    | Gothiques d'Amiens                  | Nationale 1A | 7   | 3                | 4                | 7                | 12               | -                | -  | -                    | -                    | -                    |                      |                      |
| 1996-1997    | Gulls de San Diego                  | WCHL         | 59  | 60               | 67               | 127              | 170              | 8                | 8  | 4                    | 12                   | 23                   |                      |                      |
| 1997-1998    | Gulls de San Diego                  | WCHL         | 61  | 35               | 44               | 79               | 203              | 12               | 11 | 7                    | 18                   | 28                   |                      |                      |
| 1998-1999    | Gulls de San Diego                  | WCHL         | 59  | 15               | 31               | 46               | 176              | 12               | 2  | 7                    | 9                    | 18                   |                      |                      |
| 1999-2000    | Gulls de San Diego                  | WCHL         | 23  | 6                | 10               | 16               | 80               | -                | -  | -                    | -                    | -                    |                      |                      |
| 2000-2001    | Gulls de San Diego                  | WCHL         | 14  | 1                | 4                | 5                | 45               | -                | -  | -                    | -                    | -                    |                      |                      |
| 2001-2002    | Gulls de San Diego                  | WCHL         | 20  | 2                | 8                | 10               | 39               | -                | -  | -                    | -                    | -                    |                      |                      |
| 2002-2003    | Gulls de San Diego                  | WCHL         | 3   | 0                | 2                | 2                | 32               | -                | -  | -                    | -                    | -                    |                      |                      |
| 2008-2009    | Sundogs de l'Arizona                | LCH          | 1   | 0                | 0                | 0                | 0                | -                | -  | -                    | -                    | -                    |                      |                      |
| Totaux LAH   | Totaux LAH                          | Totaux LAH   | 165 | 47               | 70               | 117              | 216              | 2                | 0  | 0                    | 0                    | 0                    |                      |                      |
| Totaux WCHL  | Totaux WCHL                         | Totaux WCHL  | 292 | 180              | 214              | 394              | 927              | 41               | 27 | 25                   | 52                   | 79                   |                      |                      |
| Totaux LHJMQ | Totaux LHJMQ                        | Totaux LHJMQ | 175 | 104              | 167              | 271              | 429              | 11               | 8  | 11                   | 19                   | 19                   |                      |                      |

### Entraîneur
| Saison    | Équipe             | Ligue |    | PJ | V  | D | Pr                 |  | Séries éliminatoires |
| 2004-2005 | Gulls de San Diego | ECHL  | 72 | 35 | 37 | 8 | Non qualifiés      |  |                      |
| 2005-2006 | Gulls de San Diego | ECHL  | 72 | 34 | 38 | 8 | Huitième-de-finale |  |                      |